# Daisie
Daisie és una base de dades en línia de les més de dotze mil espècies invasores detectades a Europa.
En centralitzar tota la informació i publicar-la en un lloc web accessible de franc per a tots, la Unió Europea vol contribuir a una millora gestió i si s'escau control d'aquestes espècies. El nom és l'acrònim de Delivering Alien Invasive Species Inventories for Europe (Realització d'inventaris de les espècies alienes invasores per a Europa), i el logo s'inspira de la margaridoia, daisy en anglès.
El projecte va ser iniciat el 2005 per la Unió Europea al marc del sisé programa marc per la recerca i el desenvolupament tecnològic. Divuit organisatzions científiques i universitats van participar en el projecte, de les quals el consorci Centre de Recerca Ecològica i Aplicacions Forestals de Barcelona així com una xarxa de pèrits de 24 països europeus. El 2012 la base de dades va ser modernitzada i completada. Comprèn més de dotze mil espècies.
La majoria d'aquestes espècies inventoriades són força innòcues. Tot i això, Daisie va identificar 1347 espècies amb un impacte econòmic o ecològic negatiu, de les quals va treure una llista dels «100 of the Worst» o les cents espécies invasores més dolentes d'Europa, comparable a nivell europeu del que són les 100 of the World's Worst Invasive Alien Species publicades per la Unió Internacional per a la Conservació de la Natura (IUCN).

## Unes espècies de les «100 més nocives» inventoriades per Daisie
- ailant (Ailanthus altissima)
- Arion vulgaris (llimac)
- Aphanomyces astaci (fong)
- escarabat de la patata (Leptinotarsa decemlineata)
- Fallopia japonica
- julivert gegant (Heracleum mantegazzianum)
- mimosa comuna (Acacia dealbata)
- mosca blanca del tabac (Bemisia tabaci)
- mosquit tigre (Aedes albopictus)

Per a la llist completa, vegeu Llista de les espècies invasores